# 袁叶茂
袁叶茂，山東省濟南府長山縣人，清朝政治人物。同進士出身。
光緒二年（1876年），參加丙子恩科會試，得貢士第289名。殿試登進士三甲135名。同年五月（6月3日），經吏部掣簽，授即用知縣。